# Епархия Пуэрто-Игуасу
Епархия Пуэрто-Игуасу (лат. Dioecesis Portus Iguassuensis) — епархия Римско-Католической церкви с центром в городе Пуэрто-Игуасу, Аргентина. Епархия Пуэрто-Игуасу входит в митрополию Корриентеса. Кафедральным собором епархии Пуэрто-Игуасу является церковь Пресвятой Девы Марии Кармельской.

## История
16 июня 1986 года Папа Римский Иоанн Павел II выпустил буллу «Abeunt alterna vice», которой учредил епархию Пуэрто-Игуасу, выделив её из епархии Посадаса.
13 июня 2009 года епархия Пуэрто-Игуасу передала часть своей территории для образования епархии Оберы.

## Ординарии епархии
- епископ Joaquín Piña Batllevell, S.J.[1] (16.06.1986 — 3.10.2006);
- епископ Marcelo Raúl Martorell (с 3 октября 2006 года).

## Источник
- Annuario Pontificio, Libreria Editrice Vaticana, Città del Vaticano, 2003, ISBN 88-209-7422-3